# Boris Tatoesjin
Boris Tatoesjin (Russisch: Борис Георгиевич Татушин) (Moskou, 31 maart 1933 – aldaar, 15 januari 1998) was een voetballer en trainer uit de Sovjet-Unie.

## Biografie
Tatoesjin begon zijn carrière bij Spartak Moskou, waarmee hij drie keer landskampioen werd. In 1962 ging hij twee seizoenen spelen voor Moldova Kisjinev.
Op 8 september 1954 speelde hij voor het eerst voor het nationale elftal in een vriendschappelijke wedstrijd tegen Zweden. In de zomer van 1956 nam hij met de olympische selectie deel aan de Spelen in Melbourne. In de halve finale tegen Bulgarije maakte hij in de verlengingen de winnende goal na een assist van Nikolaj Tisjtsjenko, die met een gebroken sleutelbeen de wedstrijd afmaakte. In de finale versloegen de Sovjets Joegoslavië. Hij werd ook opgenomen in de selectie voor het WK 1958, maar kwam hier niet aan spelen toe. In 1958 werden hij en zijn ploegmaat Michail Ogonkov voor drie jaar uitgesloten van voetbal in de verkrachtingszaak van Edoeard Streltsov, die vijf jaar in de goelag moest doorbrengen.
Na zijn spelerscarrière werd hij trainer.